# Dipleurula
Dipleurula – ogólny typ planktonicznych larw występujących u pierwotnych wtóroustych (Deuterostomia) – szkarłupni i półstrunowców – zwierząt łączonych w kladzie Ambulacraria. 
Larwy typu dipleuruli charakteryzują się obecnością wieńców rzęsek otaczających otwór gębowy oraz dwuboczną (bilateralną) symetrią ciała. Mają w nabłonku wiele pasm monociliarnych komórek. Dorsalna (grzbietowa) strona ich ciała jest wypukła, a wentralna (brzuszna) – wklęsła. Wieńce rzęsek służą do poruszania się i wspomagają pobieranie pokarmu. 
W poszczególnych gromadach wykształciły się różne warianty dipleuruli: tornaria, pluteus, ofiopluteus, brachiolaria i aurikularia. 
Brytyjski zoolog Walter Garstang zauważył, że larwy szkarłupni wykazują duże podobieństwo do wczesnych stadiów embriogenezy strunowców. Na tej podstawie w 1896 Garstang wysunął hipotezę o pochodzeniu strunowców od larw szkarłupni. Koncepcja ta, nazwana hipotezą Garstanga lub hipotezą dipleuruli, została podjęta przez współczesnych badaczy, m.in. przez Clausa  Nielsena.